# Copa Mundial de Fútbol Playa 2003
La Copa Mundial de Fútbol Playa 2003 fue la novena edición de este torneo invitacional de fútbol playa realizado en Copacabana, Brasil y que contó con la participación de 8 selecciones nacionales de Europa, América y Asia.
Brasil venció en la final a España para ganar el título por octava ocasión y segunda de manera consecutiva.

## Participantes
| - España - Portugal - Francia - Italia | - Uruguay - Estados Unidos - Japón - Brasil |

## Fase de grupos

### Grupo A
| Nación         | Pts. | J | G | E | P | GF | GC | GD  |
| -------------- | ---- | - | - | - | - | -- | -- | --- |
| Brasil         | 9    | 3 | 3 | 0 | 0 | 26 | 6  | 20  |
| España         | 6    | 3 | 2 | 0 | 1 | 19 | 13 | 6   |
| Italia         | 3    | 3 | 1 | 0 | 2 | 11 | 19 | -8  |
| Estados Unidos | 0    | 3 | 0 | 0 | 3 | 8  | 26 | -18 |

| Equipo 1       | Resultado | Equipo 2       |
| -------------- | --------- | -------------- |
| Brasil         | 6-3       | España         |
| España         | 8-3       | Estados Unidos |
| Brasil         | 7-2       | Italia         |
| Italia         | 5-4       | Estados Unidos |
| Estados Unidos | 1-13      | Brasil         |
| España         | 8-4       | Italia         |

### Grupo B
| Nación   | Pts. | J | G | E | P | GF | GC | GD  |
| -------- | ---- | - | - | - | - | -- | -- | --- |
| Francia  | 6    | 3 | 2 | 0 | 1 | 20 | 14 | 6   |
| Portugal | 6    | 3 | 2 | 0 | 1 | 14 | 10 | 4   |
| Uruguay  | 6    | 3 | 2 | 0 | 1 | 9  | 9  | 0   |
| Japón    | 0    | 3 | 0 | 0 | 3 | 4  | 14 | -10 |

| Equipo 1 | Resultado | Equipo 2 |
| -------- | --------- | -------- |
| Uruguay  | 2-1       | Japón    |
| Francia  | 8-6       | Portugal |
| Portugal | 5-1       | Japón    |
| Uruguay  | 6-5       | Francia  |
| Portugal | 3-1       | Uruguay  |
| Japón    | 2-7       | Francia  |

## Fase Final

### Semifinales
| Equipo 1 | Resultado | Equipo 2 |
| -------- | --------- | -------- |
| España   | 5-4       | Francia  |
| Brasil   | 7-2       | Portugal |

### Tercer Lugar
| Equipo 1 | Resultado | Equipo 2 |
| -------- | --------- | -------- |
| Francia  | 4-7       | Portugal |

### Final
| Equipo 1 | Resultado | Equipo 2 |
| -------- | --------- | -------- |
| Brasil   | 8-2       | España   |

## Campeón
| Copa Mundial de Fútbol Playa 2003 |
| --------------------------------- |
| Bandera de Brasil                 |
| Brasil 8º Título                  |

### Posiciones Finales
| Pos. | Nación         |
| ---- | -------------- |
| 1    | Brasil         |
| 2    | España         |
| 3    | Portugal       |
| 4    | Francia        |
| 5    | Uruguay        |
| 6    | Italia         |
| 7    | Japón          |
| 8    | Estados Unidos |

## Premios

### Goleador
| Pos. | Nombre | Goles |
| ---- | ------ | ----- |
| 15   | Neném  | 15    |

### Mejor Jugador
| Nombre   |
| -------- |
| Amarelle |

### Mejor Portero
| Nombre     |
| ---------- |
| Robertinho |